# Karl Gustav Fecht
Karl Gustav Fecht (* 25. Oktober 1813 in Kork; † 9. Dezember 1891 in Karlsruhe) war ein deutscher Geistlicher, Gymnasialprofessor und Regionalhistoriker im Großherzogtum Baden.

## Leben
Fecht war ein Sohn des lutherischen Diakons Eberhard Friedrich Fecht. Johann Peter Hebel war einer der Taufpaten und dessen Freundin Gustave Fecht war eine Tante von Karl Gustav., Er besuchte ab 1827 das Lyzeum in Karlsruhe und studierte an der Eberhard Karls Universität Tübingen evangelische Theologie. 1833 wurde er Mitglied des Corps Franconia Tübingen. Er wechselte an die Friedrichs-Universität Halle. Nach bestandener theologischer Prüfung wurde er 1835 evangelischer Vikar in Wittenweier und 1837 in Kork. 1837 legte er auch Prüfungen in philologischen Fächern ab und wurde als Lehramtsanwärter beim Lyzeum in Heidelberg angestellt. Ein Jahr später lehrte er an der höheren Bürgerschule in Schopfheim, wo er Luise Fecht heiratete. 1845 wechselte er zum Gymnasium nach Lahr, wo er 1852 den Titel Professor erhielt. 1853 bis 1857 hatte er die erste Lehr- und Vorstandsstelle am Pädagogium in Lörrach und war zudem Diakon. 1857 wurde er aufgrund einer Liebesaffaire nach Durlach versetzt wo er zunächst die zweite Lehrstelle übernahm und Unterricht in Französisch und Naturgeschichte erteilte. 1872 wurde ihm die bis dahin verweigerte Vorstandsstelle am Pädagogium Durlach übertragen, die er bis zur Pensionierung 1879 wahrnahm. 1880 zog er von Durlach nach Karlsruhe, wo er 1891 starb.

## Badische Geschichte
1850 publizierte Fecht den nationalistischen, antirepublikanischen Gedichtband Bilder aus der badischen Revolution. Neben seiner Lehrtätigkeit und nach seiner Pensionierung befasste sich Fecht mit der lokalen Geschichte seiner jeweiligen Wohnorte. Während seiner Tätigkeit in Lörrach bereitete er die Publikation Der südwestliche Schwarzwald und das anstoßende Rheingebiet vor. In einem ersten Teil beschrieb er die Geschichte des Gebietes, um dann eine ausführliche Beschreibung der Großherzoglich Badischen Amtsbezirke Waldshut, Säckingen, Lörrach, Schopfheim, sowie in weiteren Bänden des Amtsbezirks Schönau und des Amtsbezirks Müllheim folgen zu lassen, wobei alle Gemeinden behandelt werden. Den Inhalt stellte er aus der vorhandenen Literatur, aber auch aus ergänzenden Informationen der lokalen Amtsleute zusammen. 1869 und 1887 veröffentlichte Fecht zur Geschichte von Durlach und Karlsruhe und 1890 zum Kloster Allerheiligen (Schwarzwald). Neben den Monografien schrieb Fecht Beiträge für Zeitungen und Zeitschriften wie den Lahrer Hinkenden Boten und die Zeitschrift für die Geschichte des Oberrheins.

## Ehrungen
1911 wurde ihm zu Ehren in Karlsruhe die Fechtstraße benannt. Seit 2004 vergibt der Freundeskreis Pfinzgaumuseum – Historischer Verein Durlach e. V. den Karl-Gustav-Fecht-Preis.

## Werke
Ein Verzeichnis seiner Werke befindet sich seiner Autorenseite auf Wikisource. Dort nicht aufgeführt ist:
- Geschichte der Familie Fecht nach mündlichen und schriftlichen Quellen, 1883

1987 veröffentlichte das Statistische Landesamt Baden-Württemberg eine Reihe mit drei Heften zur Charakterisierung der Bevölkerung in den drei historischen Teilstaaten Baden-Württembergs. Unter dem Titel Der Badener: Charakter und Lebensweise wurde ein Abschnitt aus dem Werk von Karl Gustav Fecht publiziert. 1989 folgte noch eine Neuauflage.